# شيبل كامكوبتر إس-100
شيبل كامكوبتر إس-100 (بالإنجليزية: Schiebel Camcopter S-100) هي طائرة بدون طيار.
يمكن للطائرة إكمال مهمتها بالكامل تلقائيا من الإقلاع إلى الهبوط والتي يسيطر عليها جهاز كمبيوتر ثلاثي الأبعاد على أساس تثبيت أساليب التحكم في الطيران والخوارزميات وتحديد المواقع الملاحية وحدات ضمان الدقة والاستقرار في جميع مراحل الطيران وضمان أن يتم وضع الحمولة بدقة وفقا للمهمة المعطاة عن طريق كمبيوتر الملاحة على متن الطائرة وهو قادر على تخزين وإدارة جميع الأوامر والإحداثيات مما يتيح استمرار عملية مستقلة عن مركز التحكم وصلة البيانات يتلقى تحكم من المدخلات وينقل موقف وبيانات الحمولة ومحطة التحكم في الوقت الحقيقي دائرة نصف قطرها بعثة يتوقف على تكوين الأرض الهوائي المحددة من قبل المستخدم ووزن الحمولة.
وقد تم تصميم كامكوبتر إس-100 كمنصة لمجموعة واسعة من الحمولات وبالتالي لم تقدم الحمولة القياسية وإنما يتم دمجها وفقا لمتطلبات العملاء والنقاط الثابتة بالجانب والإلكترونيات الداخلية المساعدة / إلكترونيات الطيران الحمولة الأولية التي تقع مباشرة تحت عمود الدوران الرئيسي قادرة على الحمولات المتزايدة التي يصل وزنها إلى 50 كيلوغراما (100 رطلا). / أو كاميرات الأشعة تحت الحمراء توفير المشغل مع الوعي والتوجيه.
جسم الطائرة هو مونوكوكي مركبات ألياف الكربون الذي يعطي قوة متفوقة / نسبة الوزن وتوفير السعة القصوى لمجموعة واسعة من حمولة تركيبات التحمل /. في تكوين القياسية، ومركبات قادرة على حمل 34 كيلوغراما (75 رطلا) الحمولة لأكثر من 6 ساعات. هو مدعوم من قبل ومركبات محركا دوارة الطيران المعتمدة.
هو أيضا مؤشر ستاندرد - 100 التي يجري وضعها للتطبيقات البحرية، حيث، على غرار سابقتها، وأنها ستكون قادرة على الهبوط على سطح السفن مروحية مجهزة دون استخدام معدات الهبوط الإضافية.

## التسليح
يمكن تسليحها بالصاروخ متعدد المهام مارتليت